# El peñón de las ánimas
El peñón de las ánimas es una película mexicana de drama romántico de 1943, producida, escrita y dirigida por Miguel Zacarías y protagonizada por María Félix y Jorge Negrete. Esta es la primera película en la que destaca el debut cinematográfico de María Felíx, quien con los años se convertiría en la legendaria «La Doña»; y también marcó el inicio de su relación con Jorge Negrete, aunque reaperecerían juntos en la película, Reportaje (1953) con un largo segmento.

## Sinopsis
Inspirada en Romeo y Julieta, la película habla sobre la rivalidad existente entre dos familias nobles, los Valdivia y los Iturriaga, sobre el dominio de una propiedad a la que se refieren como El peñón de las ánimas. Las rencillas entre las dos familias se agudizan con el romance de los jóvenes Fernando Iturriaga (Jorge Negrete) y María Ángela Valdivia (María Félix).

## Reparto
- Jorge Negrete como Fernando Iturriaga.
- María Félix como María Ángela Valdivia.
- René Cardona como Manuel.
- Miguel Ángel Ferriz como Don Braulio.
- Carlos López Moctezuma como Felipe, hermano de María Ángela.
- Virginia Manzano como Rosa.
- Conchita Gentil Arcos.
- Manuel Dondé como Macario.

## Comentarios
Esta película marcó el debut cinematográfico de María Félix, quien con los años se convertiría en la legendaria «La Doña». La filmación estuvo llena de rencillas con su coprotagonista, Jorge Negrete, debido a que este había solicitado, en vano, a su entonces compañera sentimental, Gloria Marín. Diez años después, Félix y Negrete se casaron.
Por otra parte, propició el segundo matrimonio de María Félix, con Raúl Prado, del Trío Calaveras, el cual acompañaba en la voz a Negrete a lo largo de la película.

## Lugar de rodaje
El lugar donde se filmó la película fue el Pueblo del Peñón de los Baños, a un costado del Cerro del Peñón ubicado en la Ciudad de México donde hoy se encuentra el aeropuerto Benito Juárez: en aquel entonces esa zona era rural. Sin embargo, lo que es el Peñon de las ánimas en la película es el cerro que esta al poniente del poblado de Teacalco,  Guerrero donde ahora es el rancho que fuera de Joan Sebastian.

## Banda sonora
Incluye, entre otras, la variación XVIII (una inversión del tema original de Niccolò Paganini) de la Rapsodia sobre un tema de Paganini, de Serguéi Rajmáninov.